# Луальди, Антонелла
Антонелла Луальди (итал. Antonella Lualdi, урождённая Антониетта Де Паскуале, итал. Antonietta De Pasquale; 6 июля 1931, Бейрут — 10 августа 2023, Рим) — итальянская киноактриса.

## Биография

### Ранние годы
Антониетта Де Паскуале родилась в Бейруте в 1931 году. Отец её был итальянским инженером, мать — гречанка. Она с детства свободно говорила на трёх языках — арабском, французском и итальянском. Её родители переехали в Милан в начале войны, до 16-летнего возраста девочка училась во Флоренции, где и начала подрабатывать в качестве модели, позируя различным фотографам для журналов, одновременно посещая занятия в театральной школе. Юная Антониетта однажды (в 1947 году) попала в кадры документальной хроники, где её увидел кинорежиссёр Марио Маттоли и пригласил на главную роль в своём музыкальном фильме «Юная девушка» (1949).

### Карьера в кино
Романтический вид инженю стал визитной карточкой молодой актрисы в начале её стремительной карьеры в фильмах Луиджи Дзампы, Марио Ланди, Аугусто Дженины, Марио Боннара. Одной из лучших работ раннего периода актрисы была роль Виттории, дочери градоначальника в фильме Альберто Латтуады 1952 года «Шинель» (экранизации одноимённого произведения Н. В. Гоголя, действие фильма перенесено в Италию XIX века). Превосходные отзывы, которые получила молодая актриса, не остались незамеченными, и французский кинорежиссёр Кристиан-Жак пригласил её в свой фильм «Восхитительные создания» (снятый в том же 1952).
Вернувшись в Италию Антонелла, взявшая уже себе творческий псевдоним, какое-то время снималась во множестве второсортных фильмов в небольших ролях, которые ничего не добавили к её кинокарьере. В 1953 она сыграла одну из лучших своих ролей этого периода в фильме «Повесть о бедных влюблённых» режиссёра Карло Лидзани, её партнёром был молодой Марчелло Мастроянни. Фильм поставлен по мотивам одноимённого романа Васко Пратолини и демонстрировался в советском кинопрокате с 1958 года. В 1954 году актриса снялась в киноленте французского режиссёра Клода Отан-Лара «Красное и чёрное» (экранизация одноимённого романа Стендаля), где она стала импульсивной Матильдой де Ля Моль, а её партнёром выступил блистательный Жерар Филип.
После «Отцов и сыновей» (1957, реж. Марио Моничелли) она с успехом сыграла в фильме французского режиссёра Александра Астрюка «Жизнь» (1957). Интересный образ порядочной молодой женщины, похищенной и использованной бандой сутенёров, воплотила в фильме французского режиссёра Ива Аллегре «Берегитесь, девочки!» (1957). Снялась в главной роли в экранизации Льва Толстого «Поликушка» (1958). Отказавшись впоследствии от амплуа инженю, актриса расширила свой диапазон и блеснула в более эффектных ролях, например, в фильмах «И приду плюнуть на ваши могилы» (1959, режиссёр Мишель Гаст) и «На двойной поворот ключа» (1959, реж. Клод Шаброль). К числу лучших у Луальди относятся образы, созданные в фильмах Мауро Болоньини «Влюблённые» (1955), «Молодые мужья» (1958), «Бурная ночь» (1959). Блеснула актриса также в роли Донаты в киноленте Марио Камерини «Улица Маргутта» (1960), как и в роли Эльзы Фореси в фильме Франческо Мазелли «Дофины» (1960).

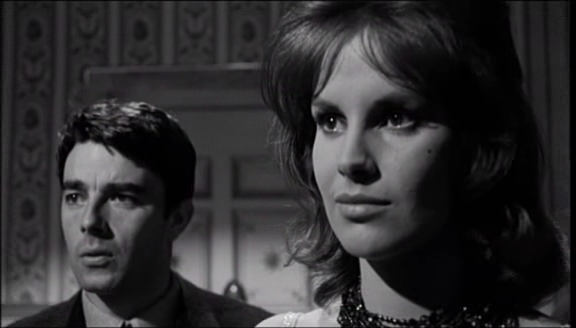
Жерар Блен и Антонелла Луальди в кадре из фильма «Дофины» (1960), реж. Франческо Мазелли

В 1960-е годы актриса много снималась в фильмах, так сказать, второго эшелона, в псевдоисторических пеплумах типа «Вторжение титанов» (1962) или «Сто всадников» (1964), или в фильмах чисто итальянского жанра «джалло»: «Преступление в зеркале», «Хвост дьявола» (оба — 1964) и др. Исключением были интересные работы в антифашистском фильме Кристиан-Жака «Пир хищников» (1964), известном советским кинозрителям, и дебютной ленты режиссёра Этторе Сколы, комедии «Позвольте поговорить о женщинах» (1964). В 1968 году исполнила роль Андрады в фильме румынского режиссёра Мирчи Дрэгана «Колонна», пользовавшегося успехом в прокате СССР.
В 1970-е годы Антонелла Луальди работала более на телевидении, снимаясь в сериалах («Люсьен Левен», 1973, «Так было», 1977 и др.), в кино же блеснула лишь ролью Джулии в фильме французского режиссёра Клода Соте «Венсан, Франсуа, Поль и другие» (1974). В 1979 году 48-летняя Луальди снялась обнажённой для итальянского издания знаменитого журнала Playboy (июльский номер), продемонстрировав своё прекрасное тело в бальзаковском возрасте.
В 1992 году начинается всплеск новой популярности актрисы в Италии, после того как она снялась в весьма рейтинговом сериале «Кордье — стражи порядка», где у неё главная роль Лючии Кордье (сериал с успехом выдержал 13 сезонов до 2005 года), далее в продолжении сериала под новым названием «Комиссар Кордье» (2005—2008).

### Личная жизнь
Ещё в начале своей карьеры в кинематографе, на съёмках фильма «Песни на улицах» (1950), актриса познакомилась с молодым актёром Франко Интерленги (дебютировавшем ещё пятнадцатилетним юношей в фильме Витторио Де Сики «Шуша», 1946). Вдвоём они образовали наиболее завидную пару итальянского кино 1950-х как в жизни, так и на экране. Вместе они снимались неоднократно («Там нет больше былой любви», «Влюблённые», «Самые красивые дни» и др. фильмы). Официально пара зарегистрировала свои отношения в середине 1950-х (в различных источниках приводятся разные годы — 1953, 1954, 1955).
В этом браке родились две дочери — Антонеллина Интерленги (в начале её кинокарьеры — в 1980-е годы, имя писали Антонеллина, сейчас принято упоминать её по полному имени, как мать — Антонелла), которая пошла по стопам родителей, став одной из известных итальянских актрис (снималась среди прочего в роли Саши у Глеба Панфилова в фильме «Мать», 1990), и Стелла Интерленги, снявшаяся в кино лишь однажды, в фильме Top Crack (1967).
С 1972 года супруги жили раздельно, а незадолго перед смертью Франко Интерленги, последовавшей 10 сентября 2015 года в Риме, пара воссоединилась.

### Смерть
Луальди скончалась 10 августа 2023 года на 93-м году жизни.

## Фильмография (избранное)
- 1952 — Шинель — Витториа
- 1954 — Красное и чёрное — Матильда де ла Моль
- 1957 — Берегитесь, девочки! — Дени Дюмон
- 1958 — Поликушка — Ирина
- 1959 — Двойной поворот ключа — Леда
- 1964 — 100 всадников — Санча Ордоньес
- 1966 — Сюркуф, тигр семи морей — Маргарет Кроутер
- 1966 — Возвращение Сюркуфа — Маргарет Кроутер
- 1968 — Колонна — Андрада
- 1974 — Венсан, Франсуа, Поль и другие — Джулия, жена Поля
- 1994 — Нефертити — древнеегипетская царица Тия